# Cuvier River
Cuvier River är ett vattendrag i Australien. Det ligger i delstaten Tasmanien, i den sydöstra delen av landet, omkring 130 kilometer nordväst om delstatshuvudstaden Hobart. Cuvier River uppgår i Derwent River vid sjön Lake St Clair.
I omgivningarna runt Cuvier River växer i huvudsak städsegrön lövskog. Trakten runt Cuvier River är nära nog obefolkad, med mindre än två invånare per kvadratkilometer. Genomsnittlig årsnederbörd är 1 478 millimeter. Den regnigaste månaden är september, med i genomsnitt 188 mm nederbörd, och den torraste är februari, med 55 mm nederbörd.